# Ulica Mikołajska w Krakowie
Ulica Mikołajska – ulica w Krakowie, w dzielnicy I Stare Miasto, na Starym Mieście. Biegnie z Małego Rynku, do skrzyżowania z ul. Westerplatte, gdzie jej przedłużeniem jest ul. M. Kopernika.

## Historia
Wytyczona została w okresie lokacji Krakowa w 1257 r. Stanowiła wówczas drogę wylotową z miasta na szlak prowadzący na wschód, w kierunku Rusi. Jej nazwa pochodzi od kościoła św. Mikołaja położonej przy tym szlaku, na Wesołej; początkowo nazywano ją Rzeźniczą, co wiązało się z faktem, że za murami miejskimi w okolicy Bramy Rzeźniczej funkcjonowały jatki.
Początkowo najprawdopodobniej ulica była całkiem prosta i prowadziła z narożnika Rynku Głównego wprost do Bramy Rzeźniczej, której relikty są zachowane w murach klasztoru na Gródku. Zniekształcenie jej biegu (odchylona na północ łukiem od skrzyżowania z obecną ul. św. Krzyża do wybudowanej wówczas nowej Bramy Mikołajskiej) nastąpiło w związku z budową tzw. Gródka przy Bramie Rzeźniczej (w zależności od genezy Gródka nastąpiło to bądź w końcu XIII w. lub na przełomie XIII i XIV w. – jeśli Gródek zbudowali wójtowie krakowscy, bądź po buncie wójta Alberta, który miał miejsce w 1312 r., jeśli zbudował go Władysław Łokietek).

## Budynki

### Kamienica nr 2
Kamienica na rogu ul. Mikołajskiej 2 i ul. Szpitalnej 1 nazwana jest Kamienicą Lamellowską od jej XVIII-wiecznych właścicieli.

### Kamienica nr 5
Kamienica „Pod Zegarem” („Biesiadeckich”), dom ten posiada portal ozdobiony witrażem oraz figurą Matki Boskiej. Obecnie jest to dom prywatny.

### Kamienica nr 10
Znana jako Kamienica Celestowska.

### Kamienica nr 13-15
Secesyjny budynek powstał w latach 1906−1907 według projektu Rajmunda Meusa, ozdobiony motywem liści i owoców kasztanowca (częsty motyw krakowskiej secesji). W latach 1880–1907 działała w tym miejscu Drukarnia Związkowa. Po remoncie zakończonym w 2012 roku, znajdują się w niej biura i apartamenty.

### Kamienica nr 14
Wybudowana w 1605 roku. Posiada charakterystyczne wąskie, wysokie okna.

### Kamienica nr 16
Postawiona w XIV wieku kamienica „Pod Trzema Lipami”. przebudowana w XV w. W pierwszej połowie XIX w. fasada budynku uzyskała swój teraźniejszy, klasyczny wygląd oraz godło.

### Kamienica nr 18
Kamienica, w której zobaczyć można Muzeum i Archiwum bł. Marii Angeli Truszkowskiej – założycielki zgromadzenia Sióstr Felicjanek.

### Kamienica nr 21
Pod tym numerem znajduje się barokowy kościół NMP Śnieżnej oraz klasztor Dominikanek.

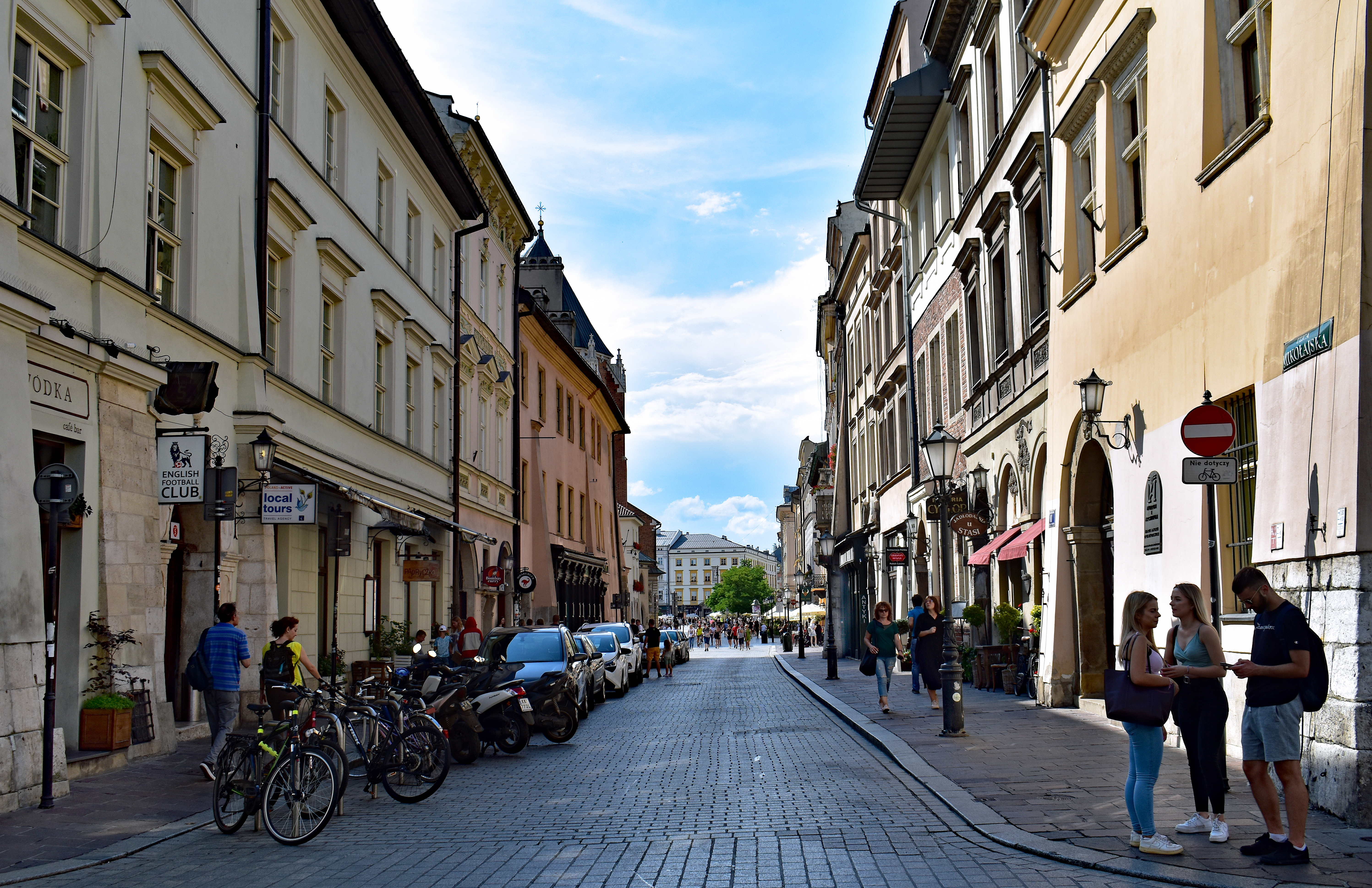
Część zachodnia, od ul. św. Krzyża do Małego Rynku.
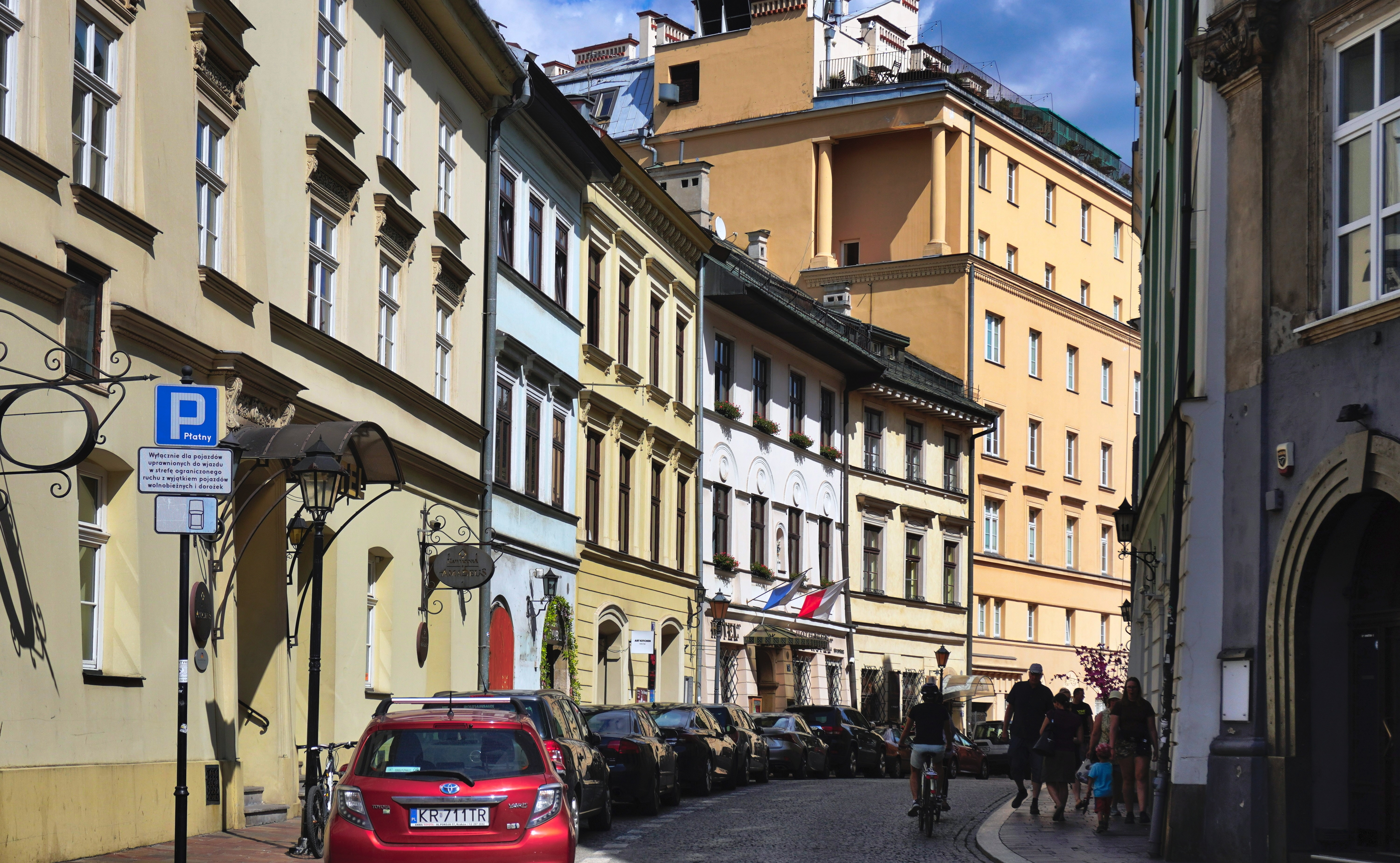
Część wschodnia, widok od ul. św. Krzyża w stronę Plant
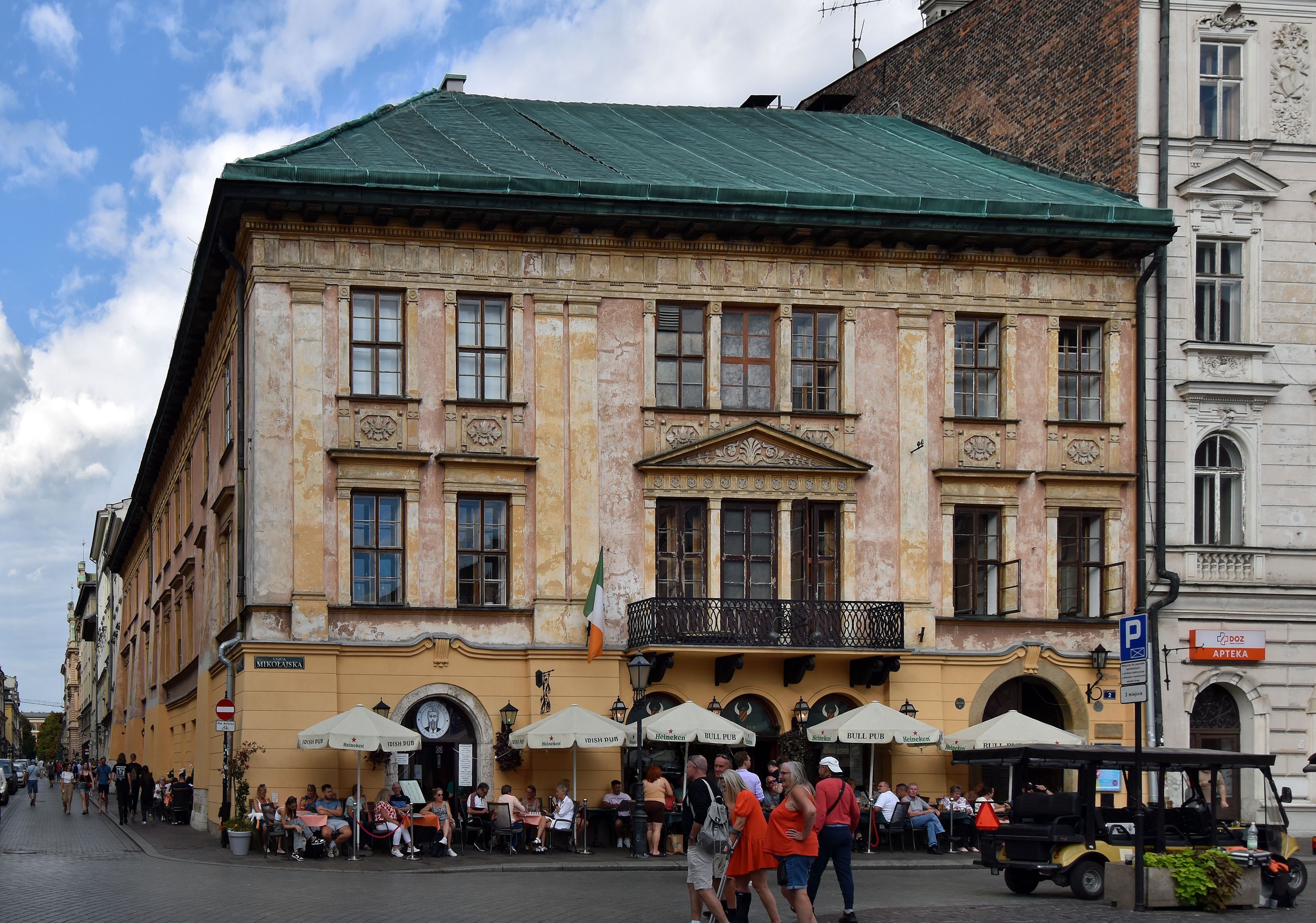
ul. Mikołajska 2 Kamienica Lamellich
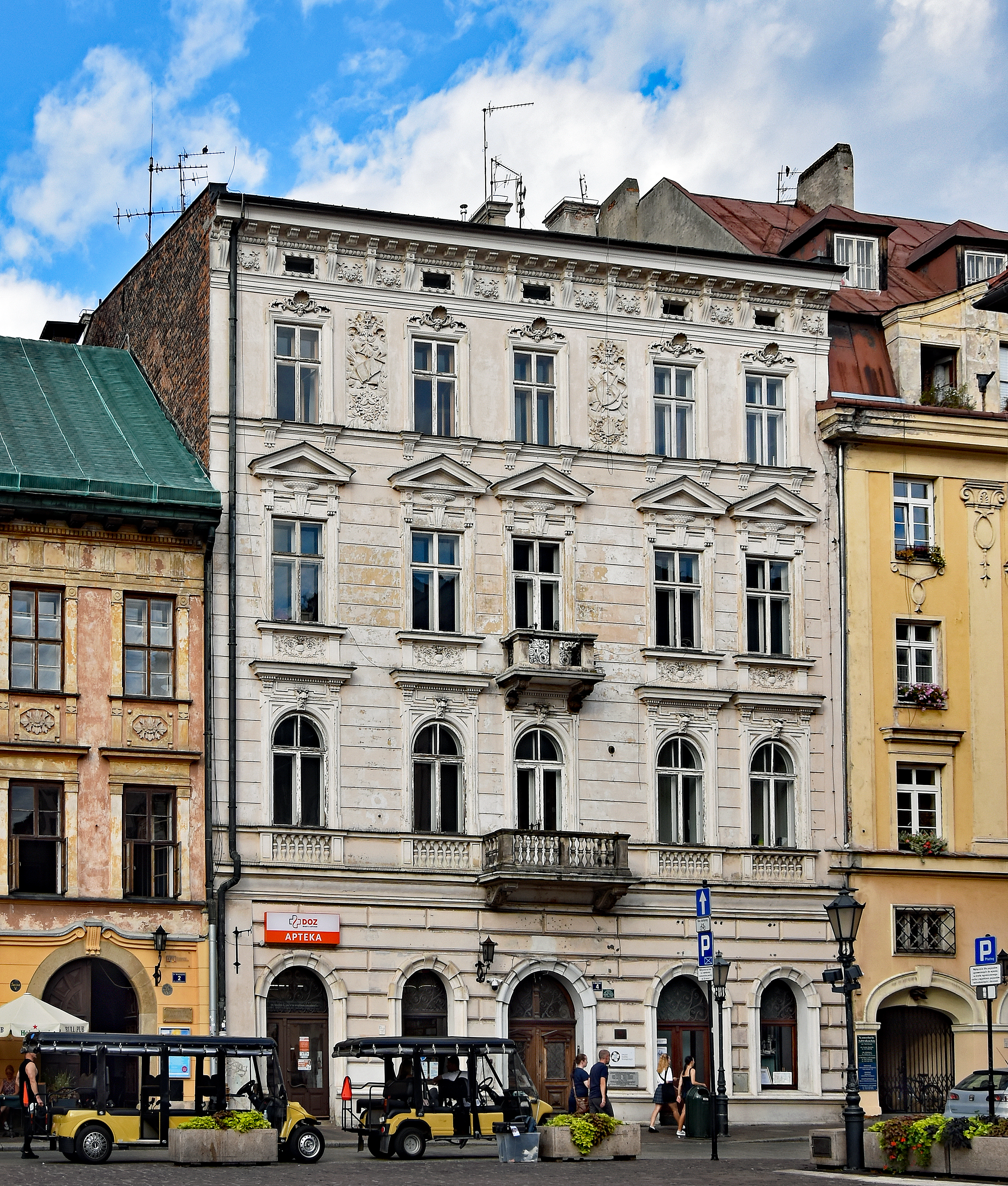
ul. Mikołajska 4 Kamienica Śliwińskich
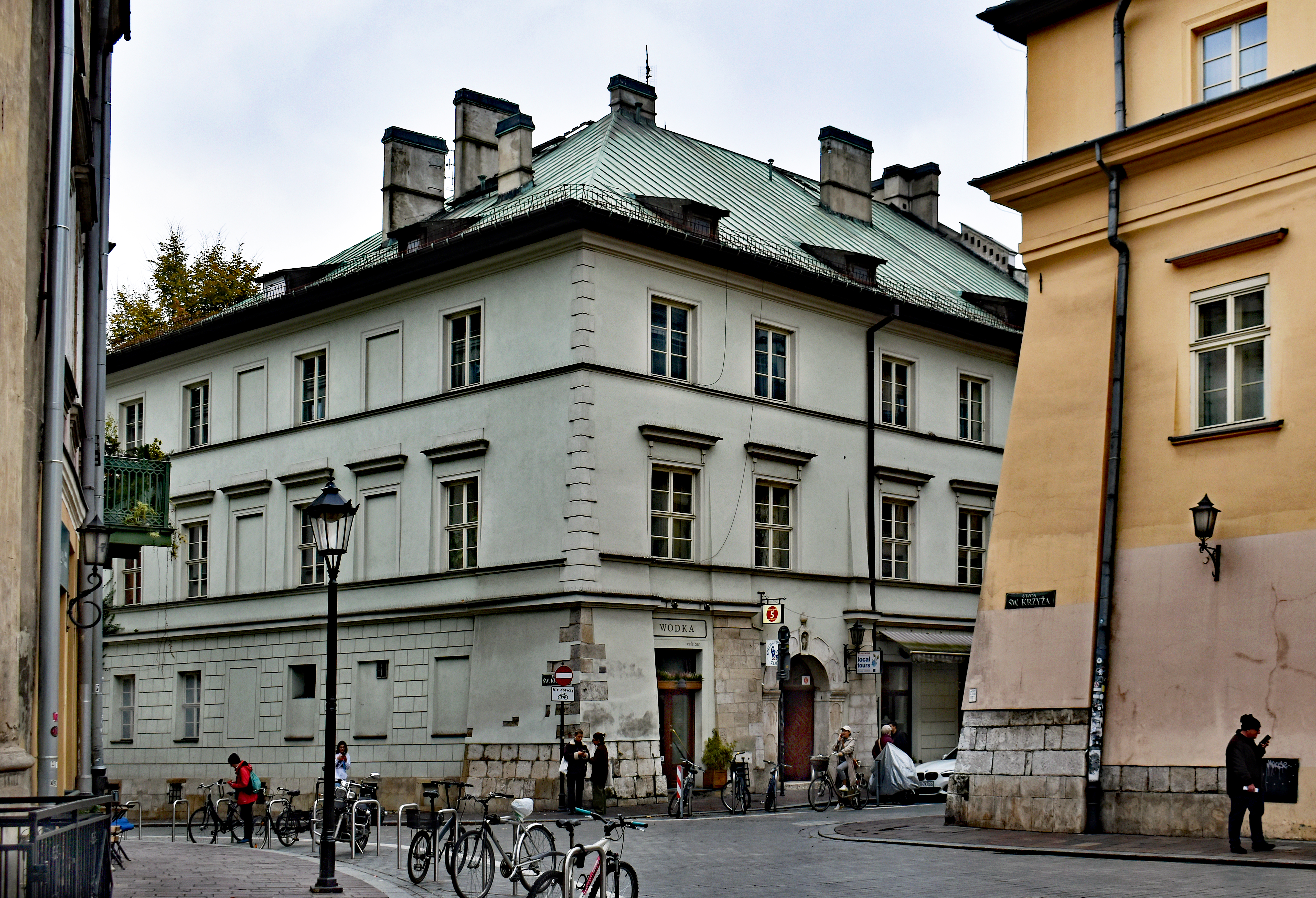
ul. Mikołajska 5 (ul. św. Krzyża 6) Kamienica Pod Zegarem
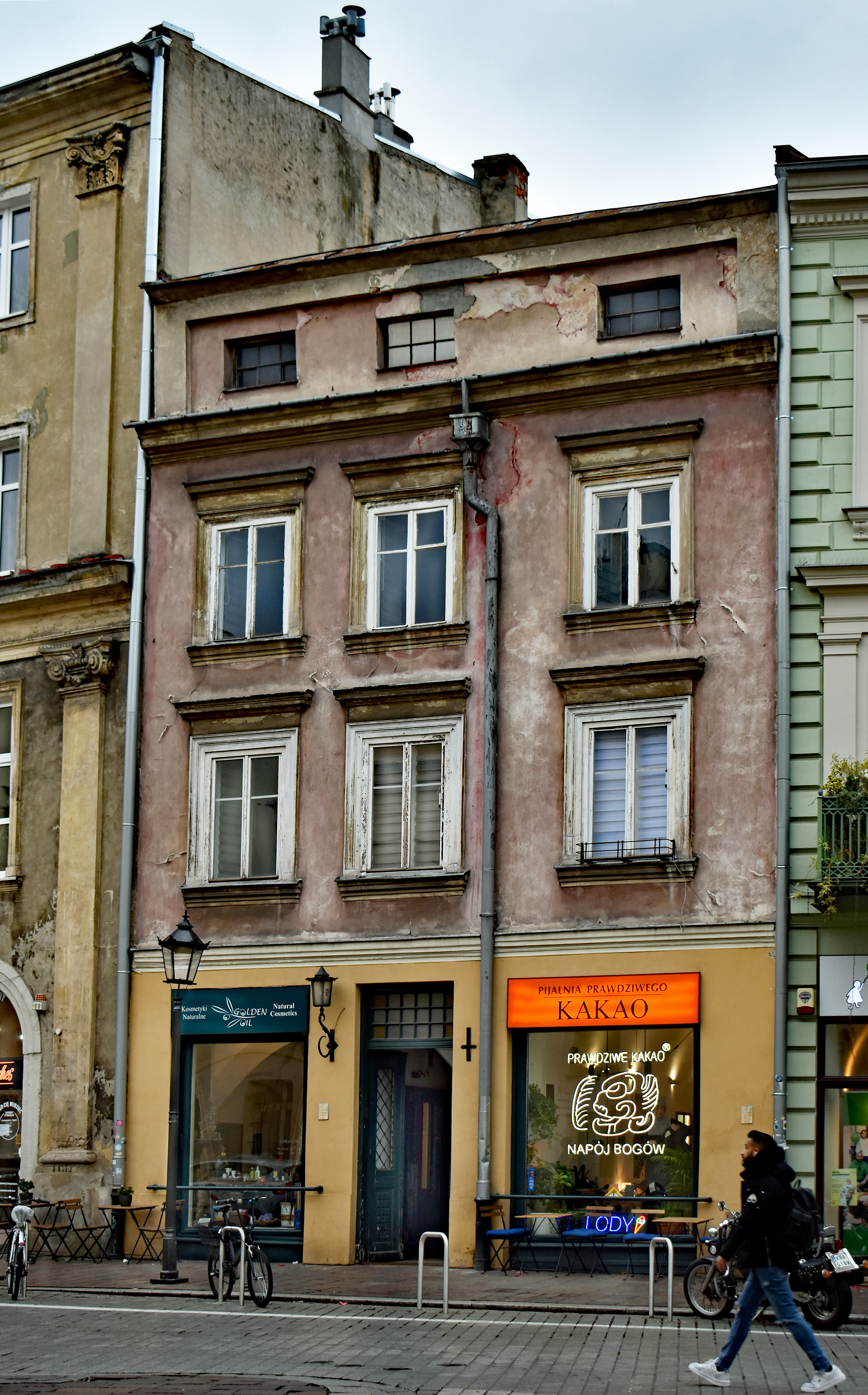
ul. Mikołajska 7 Kamienica (połowa XIV wieku)
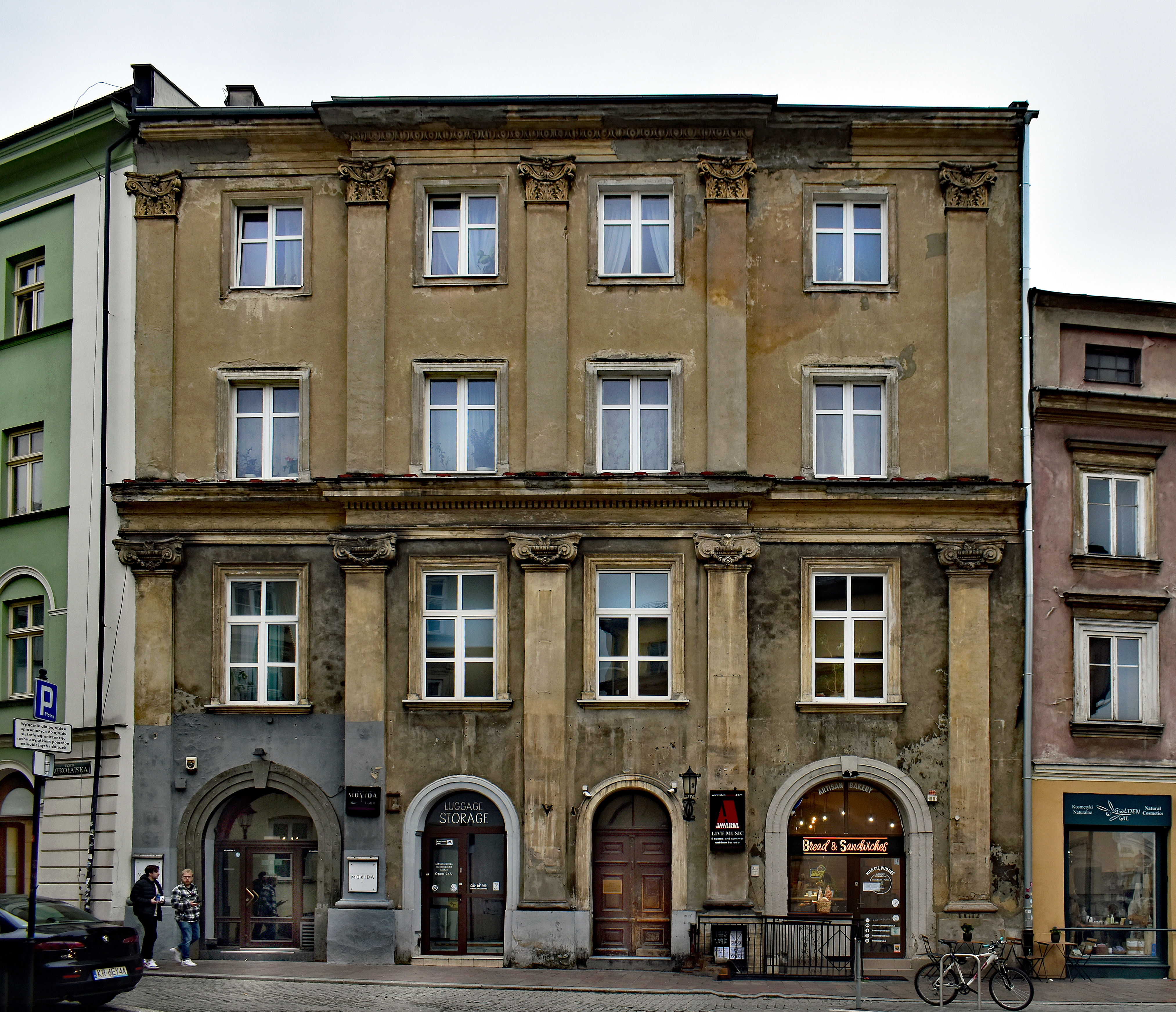
ul. Mikołajska 9 Kamienica (połowa XIV wieku)
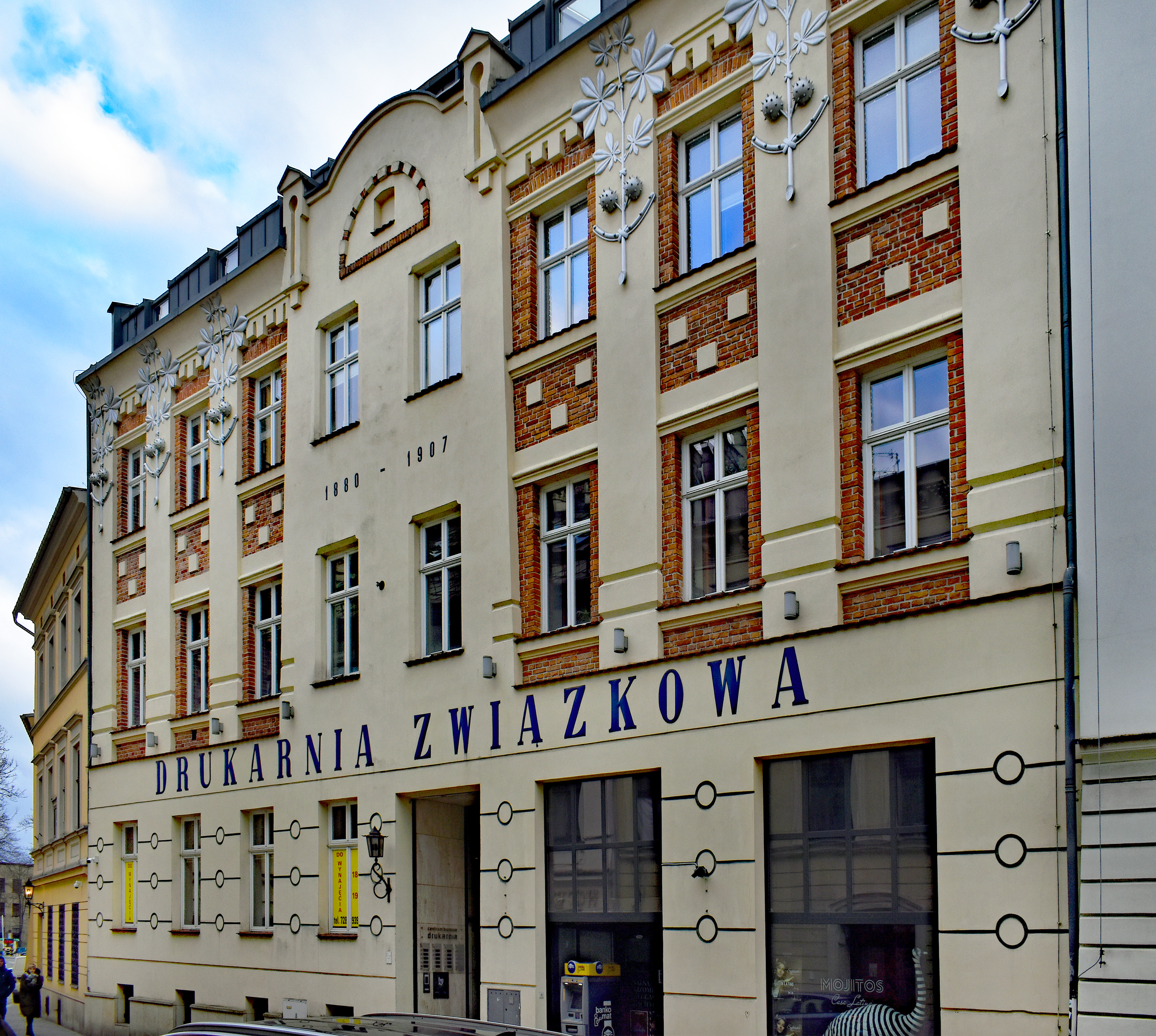
ul. Mikołajska 13–15 Dawna Drukarnia Związkowa
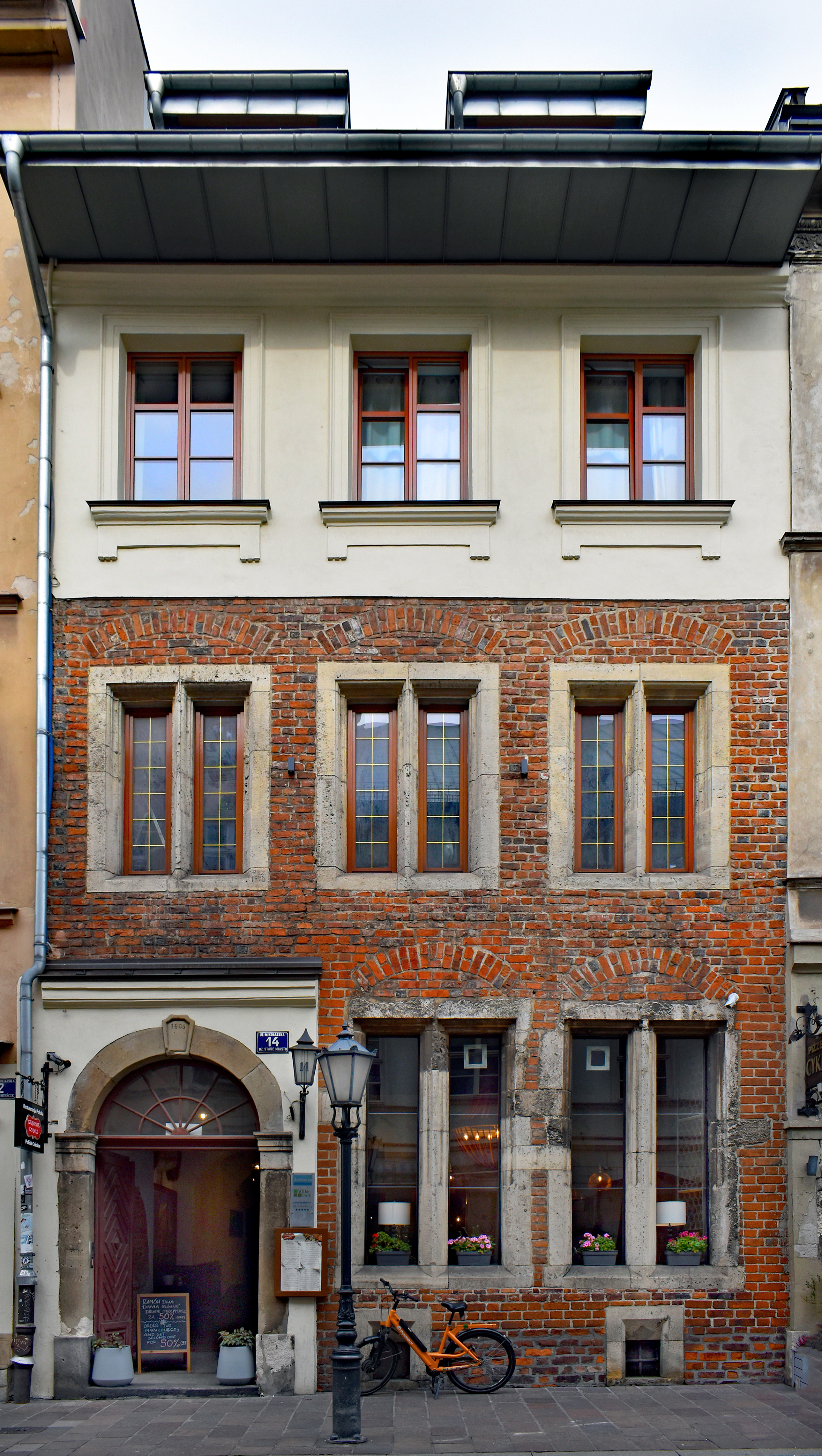
ul. Mikołajska 14 Kamienica Szpitala św. Ducha
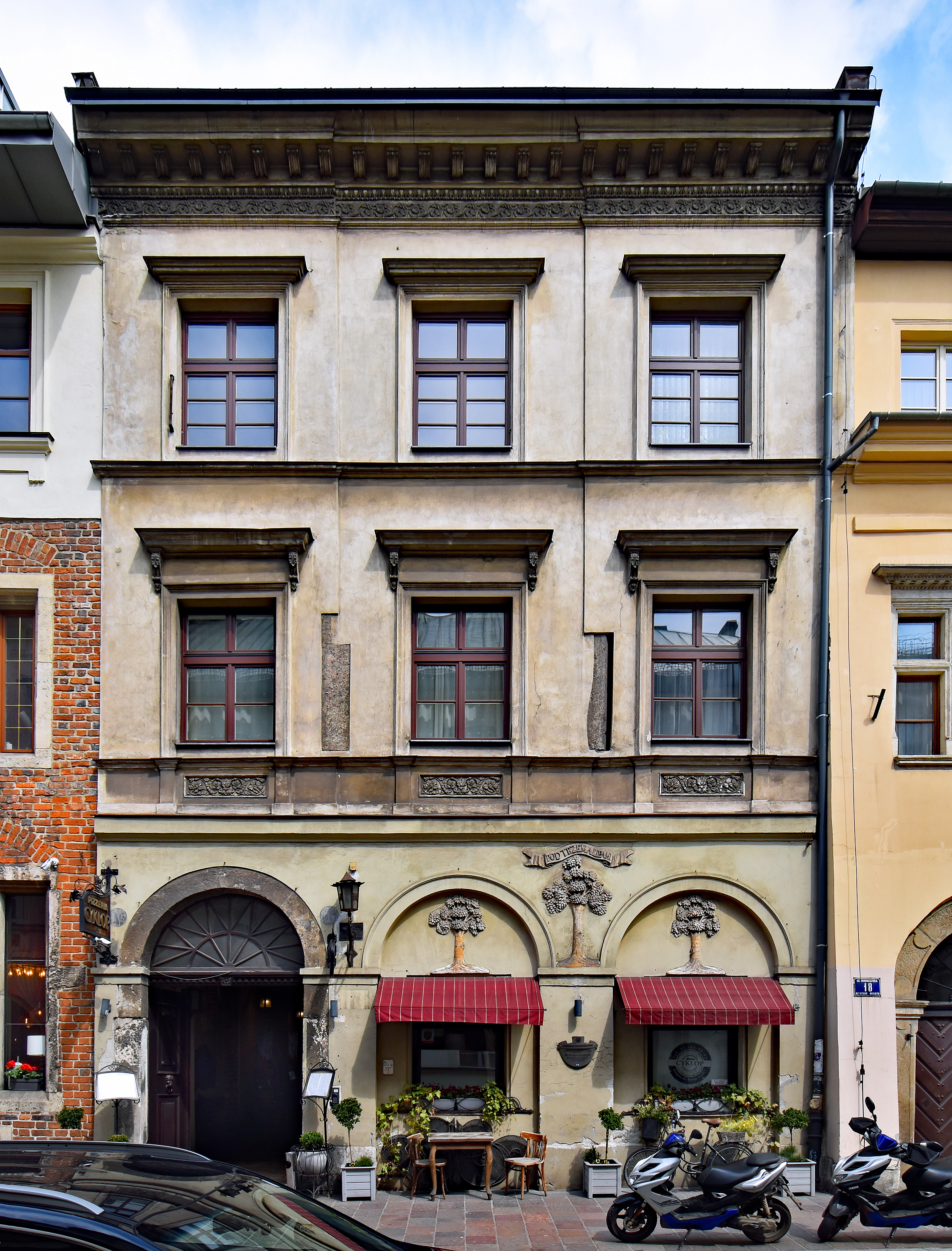
ul. Mikołajska 16 Kamienica Pod Trzema Lipami
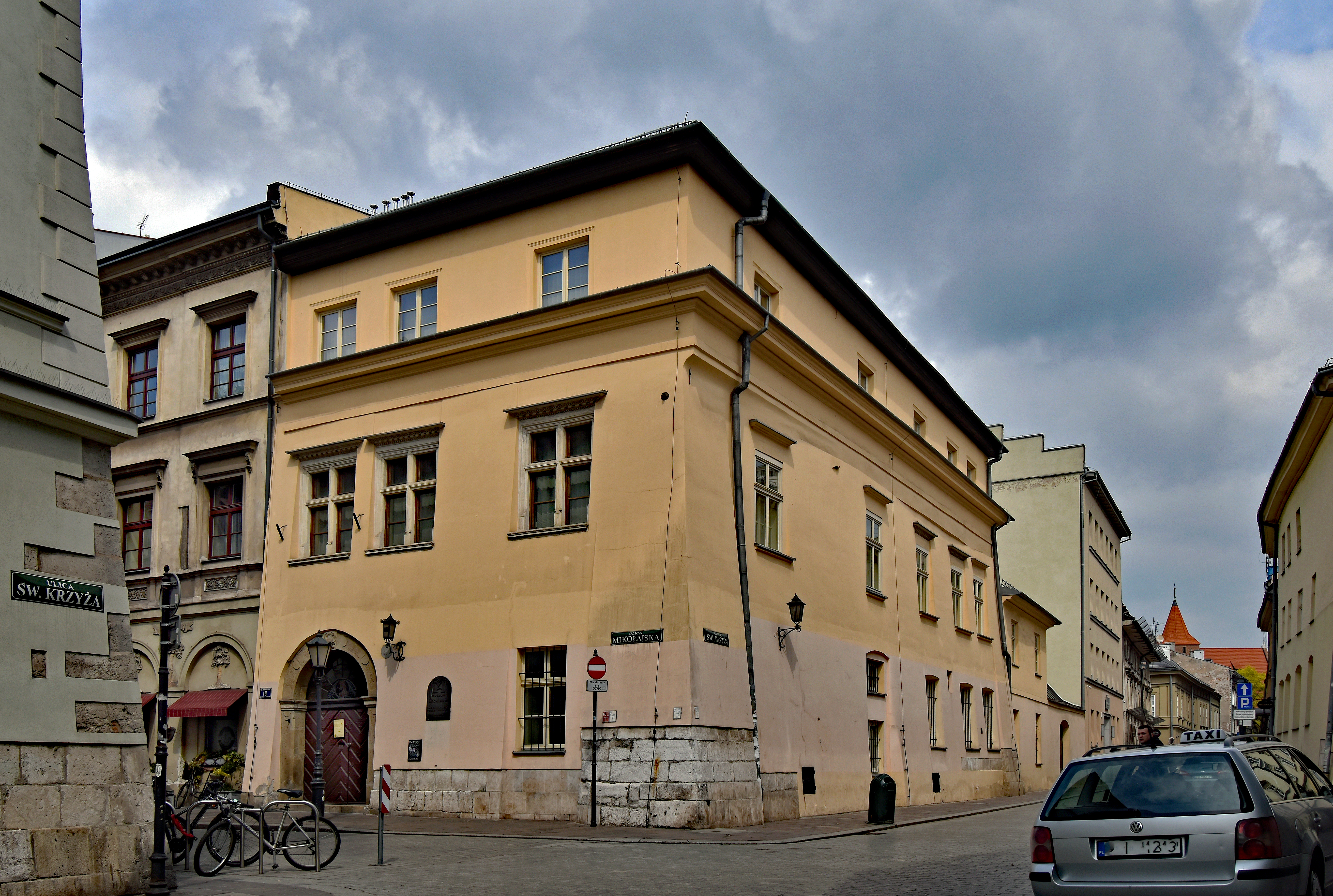
ul. Mikołajska 18 Dom zakonny Zgromadzenia Sióstr Felicjanek
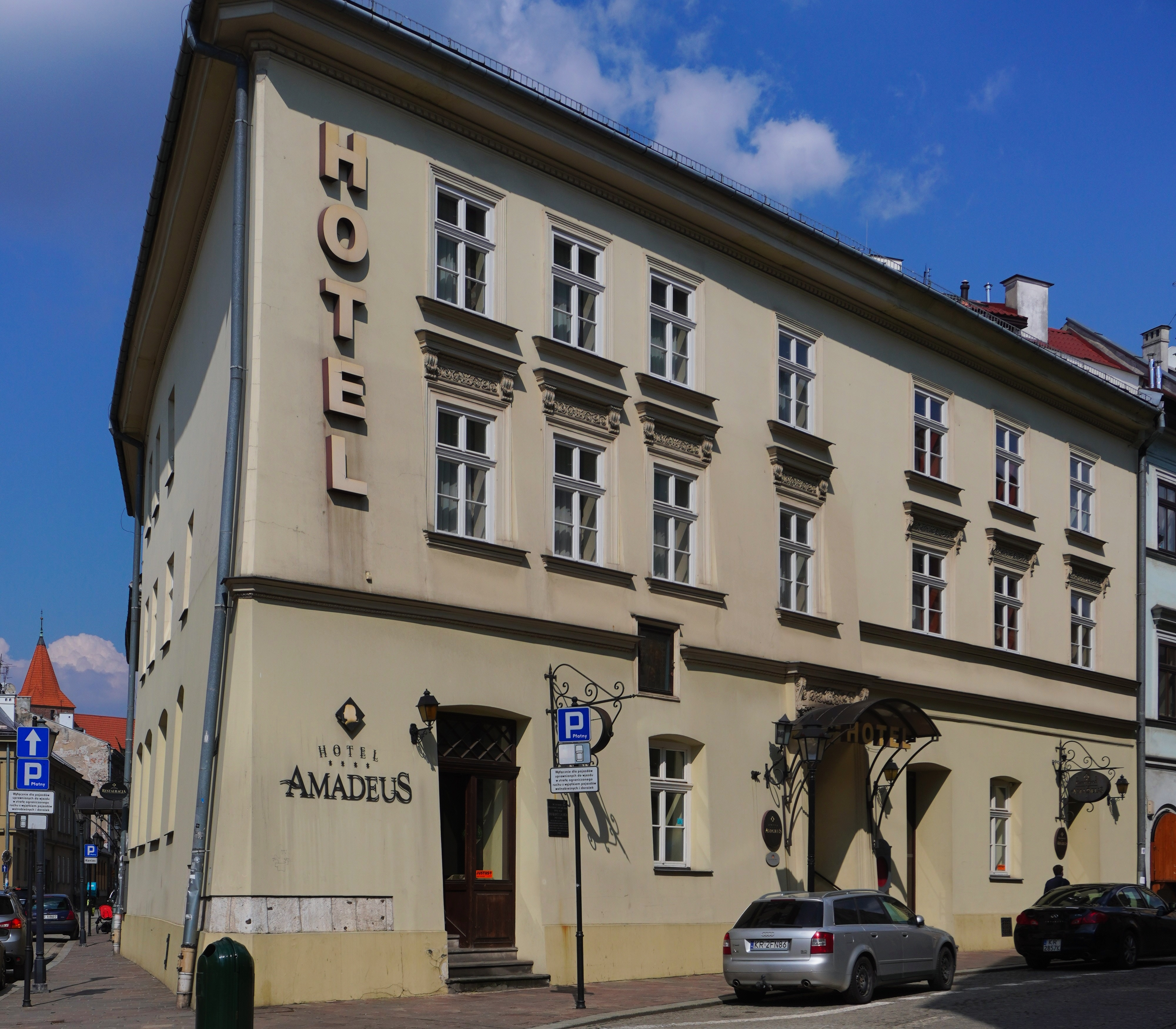
ul. Mikołajska 20–22 Zabytkowa kamienica
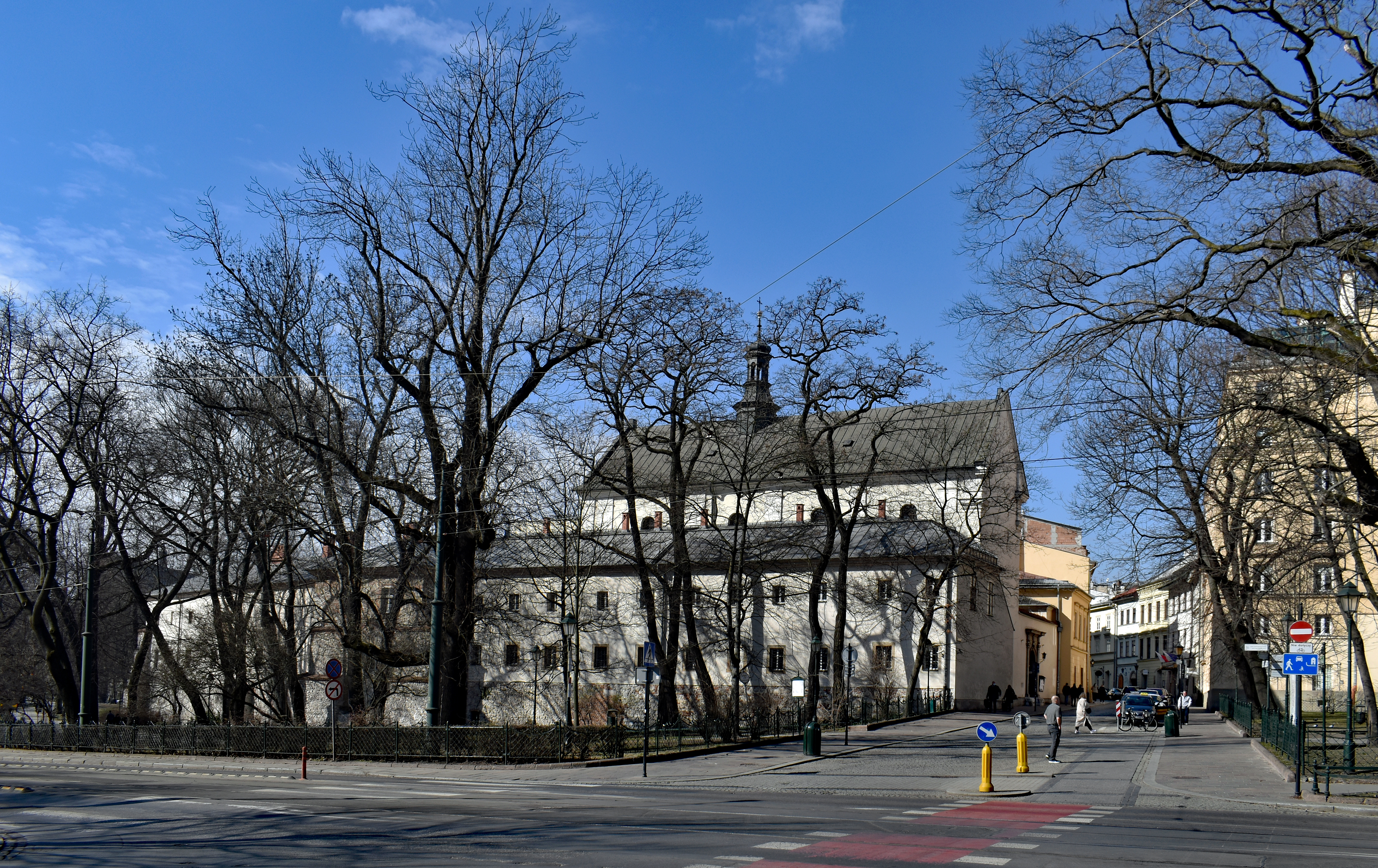
ul. Mikołajska 21 Kościół i klasztor ss. dominikanek, Na Gródku
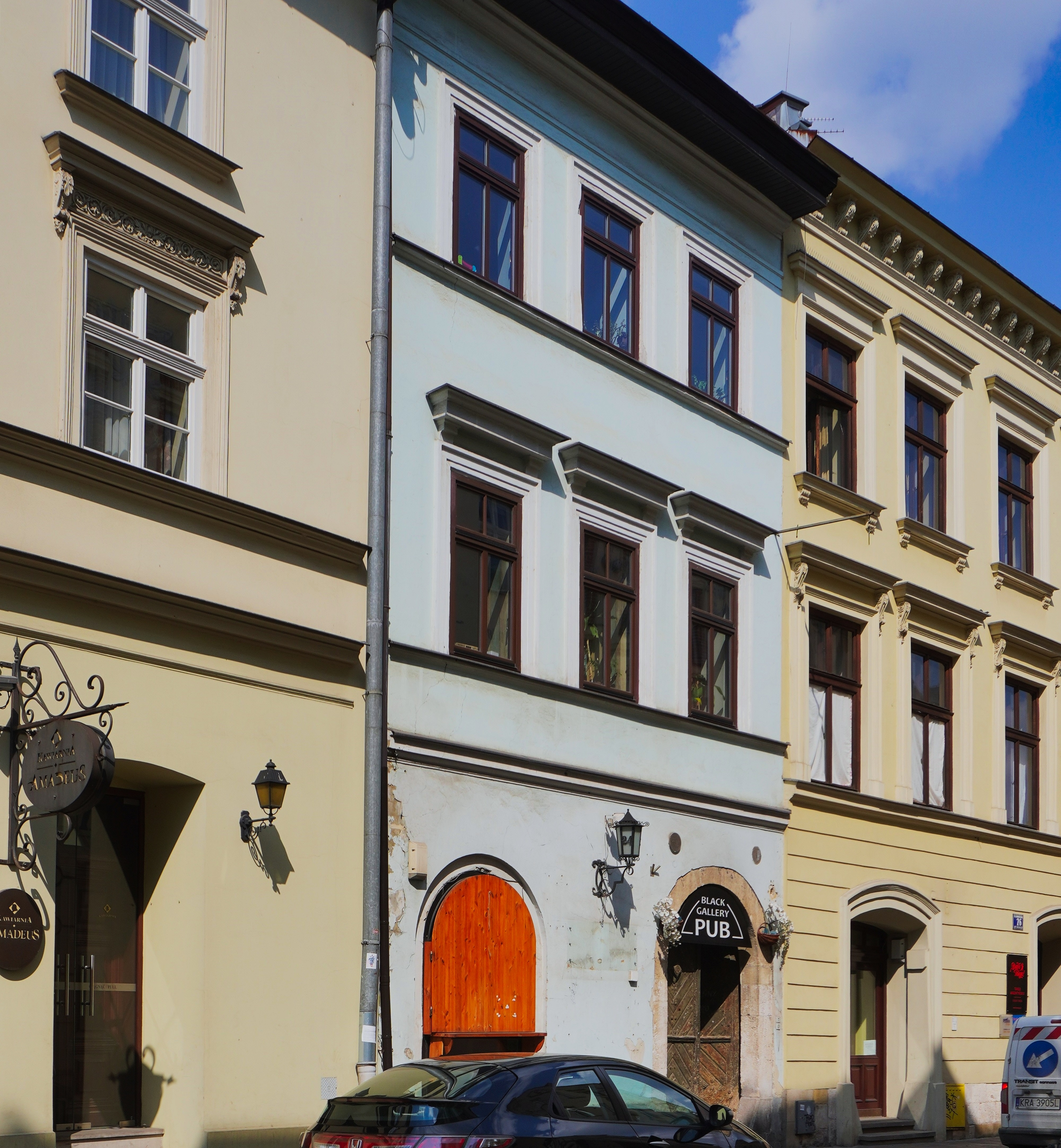
ul. Mikołajska 24 Zabytkowa kamienica
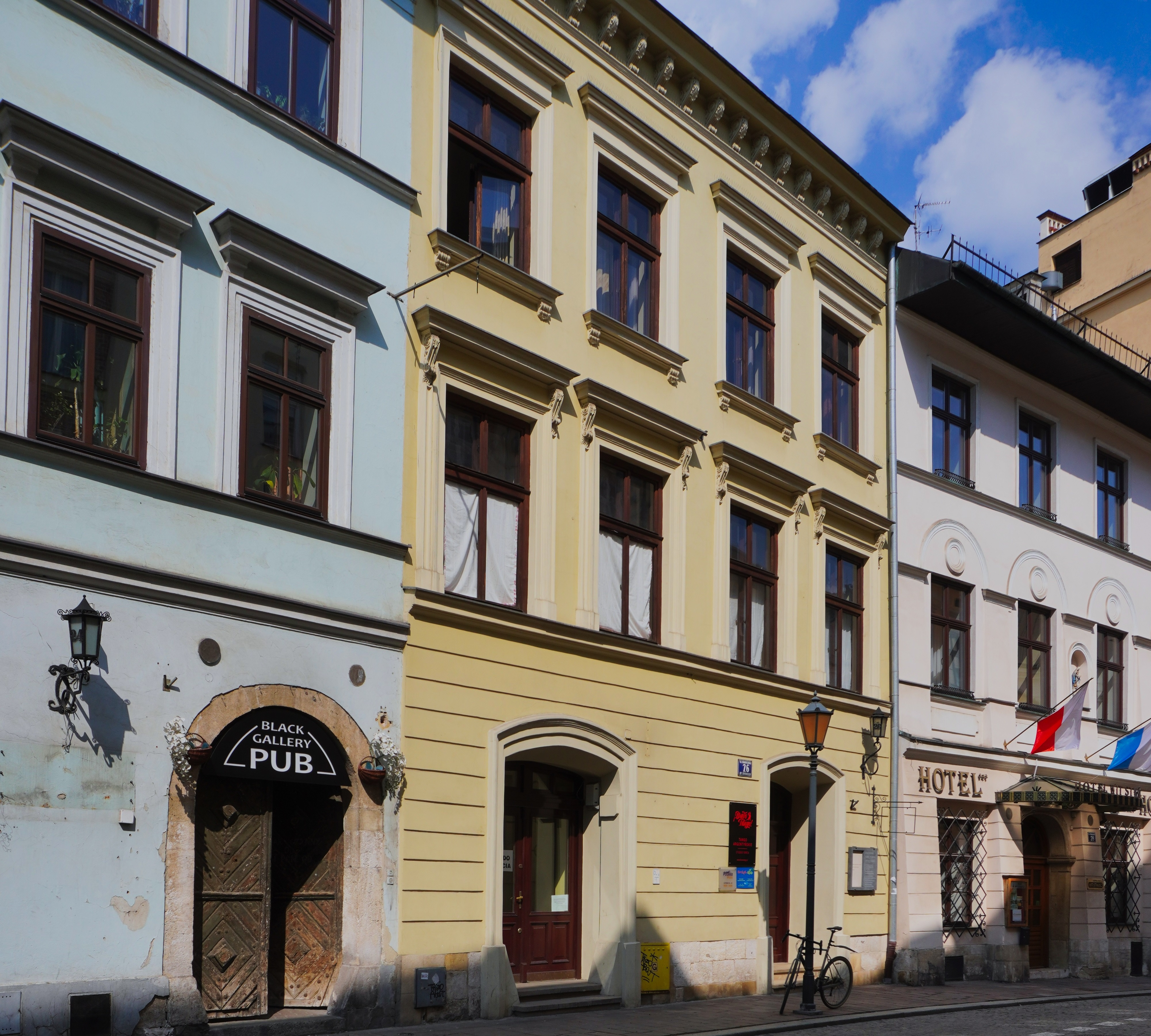
ul. Mikołajska 26 Zabytkowa kamienica
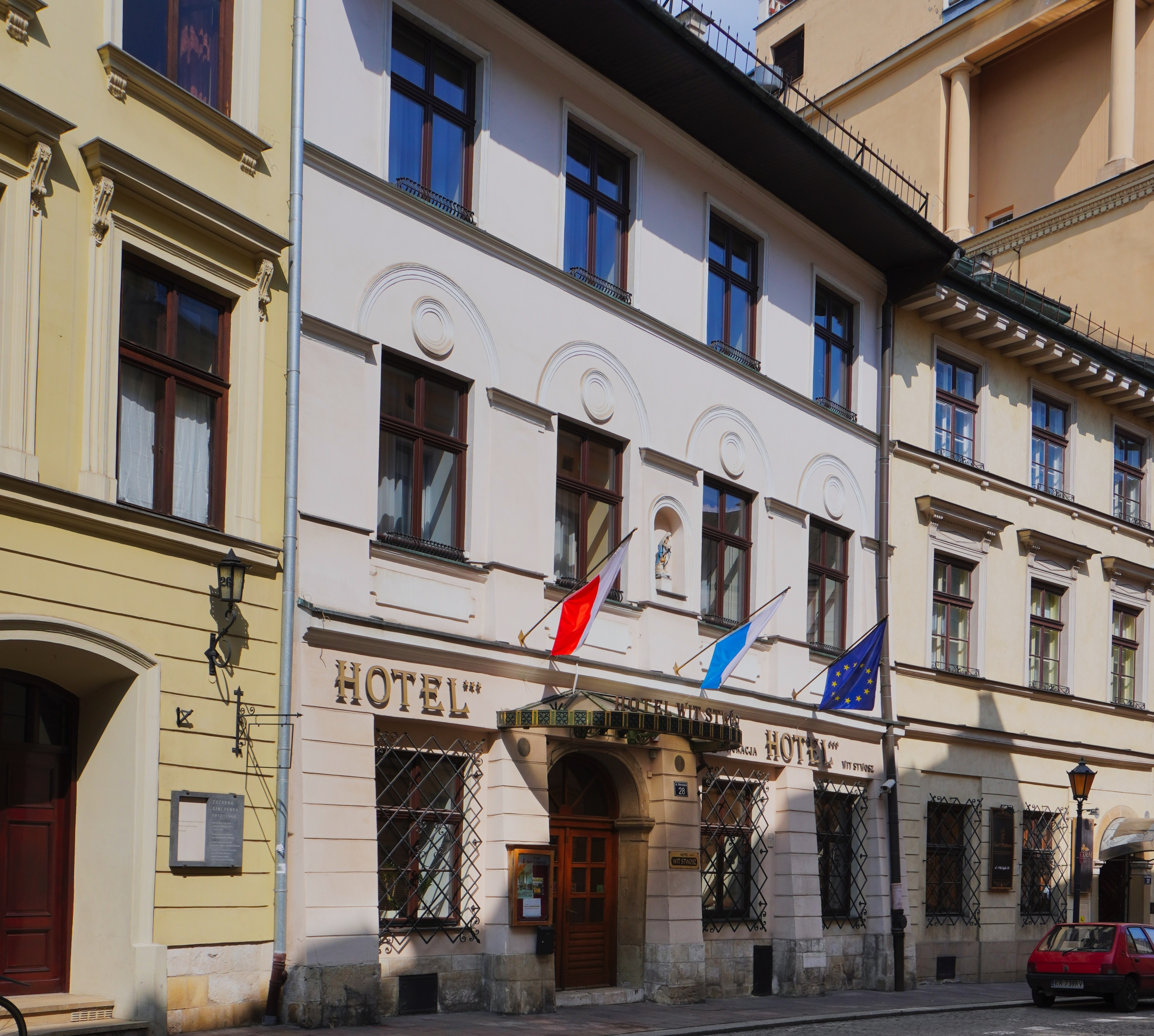
ul. Mikołajska 28 Zabytkowa kamienica, Hotel Wit Stwosz
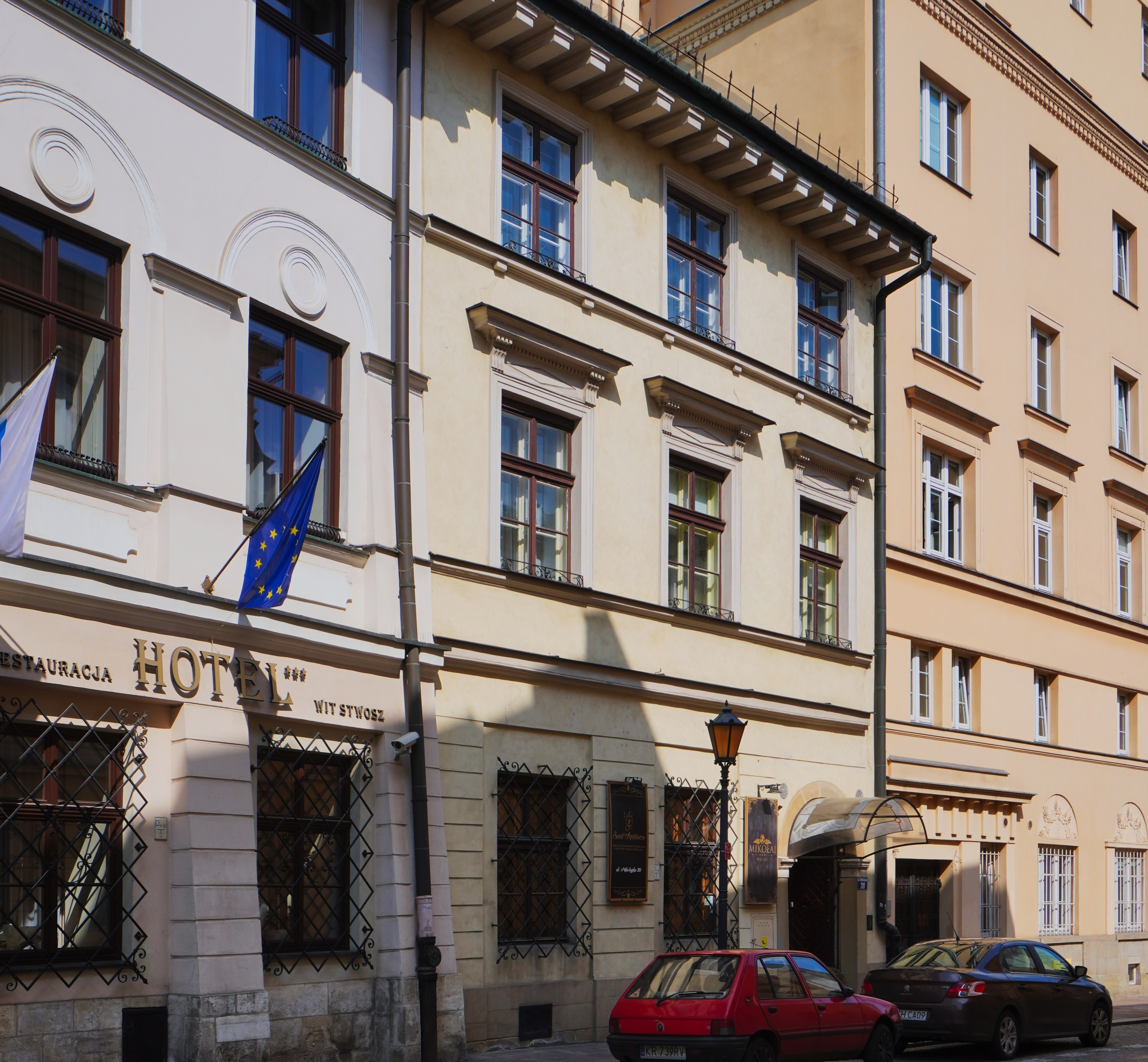
ul. Mikołajska 30 Zabytkowa kamienica
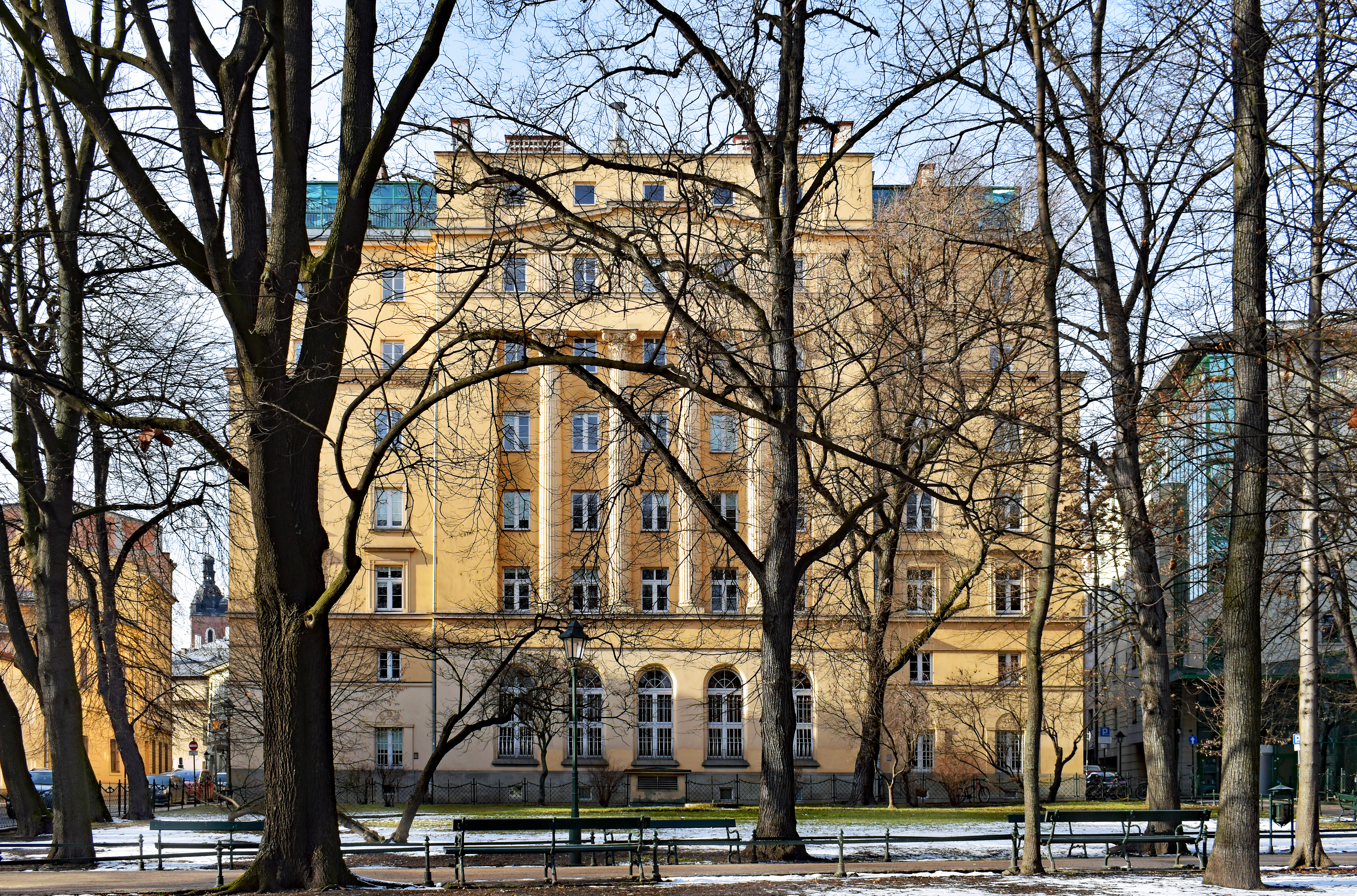
ul. Mikołajska 32 (ul. św. Tomasza 43) Gmach d. Giełdy Towarowo-Pieniężnej, obecnie Akademia Muzyczna

## Szlaki turystyczne
Przez ulicę przebiega trasa Małopolskiej Drogi św. Jakuba z Sandomierza do Tyńca.